# Torneo Preolímpico Sudamericano de Voleibol de 2012
El Torneo Preolímpico Sudamericano de Voleibol de 2012 se llevó a cabo en Almirante Brown, Argentina, entre el 11 de mayo y 13 de mayo de 2012. El campeón del evento se clasificó para los Juegos Olímpicos de Londres 2012 y el subcampeón pasó a participar en una repesca.

## Equipos participantes
- Argentina
- Chile
- Colombia
- Venezuela

## Grupo único
- Datos: Q6149895